# Битва при Армантьєрі
Битва при Армантьєрі (англ. Battle of Armentières; нім. Schlacht von Armentières) — битва, що точилася 13 жовтня —2 листопада 1914 року між британськими та німецькими військами в ході, так званого «бігу до моря» на Західному фронті за часів Першої світової війни, коли обидві сторони у серії зустрічних боїв намагалися обійти північний фланг свого супротивника й ударити з тилу. Після перемоги у вирішальній битві на Марні союзне командування вирішило перемістити сили Британського експедиційного корпусу назад на північ до Фландрії, щоб скоротити його лінії постачання, які розтягнулися від портів Ла-Маншу.
Наприкінці жовтня кайзерівська 6-та армія почала наступати з Арраса на північ до Армантьєра, проти якої діяв III корпус Британських експедиційних сил. Під час відчайдушних і взаємно коштовних атак німців ІІІ корпус разом із деякими британськими та французькими підкріпленнями кілька разів був відкинутий у районі 6-ї дивізії на правому фланзі, але зумів утримати Арментьєр. Наступ німецької 4-ї армії на Іпр і Ізер був напрямом основних зусиль Німеччини, а атаки 6-ї армії були зведені до локальних боїв та стримуючих атак наприкінці жовтня, які поступово зменшувалися протягом листопада.

## Історія
О 14:00 13 жовтня 1914 року британські формування перейшли в наступ на ділянці від Ла-Куронна до Фонтен-Гука і незабаром виявили, що німецькі війська окопалися вздовж Метеренбека. До вечора вони захопили Естер і Метеран, ціною 708 втрат. Праворуч французький ІІ кавалерійський корпус (Антуан де Мітрі) намагався підтримати атаку, але без артилерійської підтримки не міг просунутися на рівній місцевості; на північному фланзі британська кавалерія зайняла Мон-Нуар біля Бейлеля.
Того ж дня британське командування узнало, що німці окупували Лілль, що завдало серйозного удару по їх стратегії, спрямованій на просування на північний схід від Лілля. Джон Френч, як і раніше, був переконаний, що перед британцями у німців незначні сили, і залишався у своєму переконанні доти, доки німецькі атаки не почалися в Іпрі.
Протягом наступних шести днів британський III корпус продовжував наступати. Він зіткнувся з частинами 6-ї німецької армії, яким 14 жовтня було наказано перейти до оборони, тоді як 4-та армія атакувала від Меніна до узбережжя (ця атака переросла в битву на Ізері і продовжилася в першій битві при Іпрі).
15 жовтня III корпусу було наказано захопити Армантьєр, відремонтувати мости через Ліс та підготуватися до наступу на Лілль. Армантьєр був захоплений 17 жовтня і британський наступ тривав до 19 жовтня.
Під час частини битви британці займали оборону, зіткнувшись із серією неодноразових, але безуспішних німецьких атак. Армантьєр залишався в руках британців протягом усієї битви, хоча лінія фронту була трохи відсунута назад. Найбільша німецька атака відбулася 29 жовтня, в день початку бою при Гелувельті, найуспішнішої німецької атаки в ході битви при Іпрі.
Битва офіційно закінчилася 2 листопада, коли небезпека, що походить через відступ кавалерійського корпусу після боїв у Гелувельта, минула, втім локальні бої на фронті біля Армантьєра тривали протягом усього листопада.